# Kentucky Fried Chicken

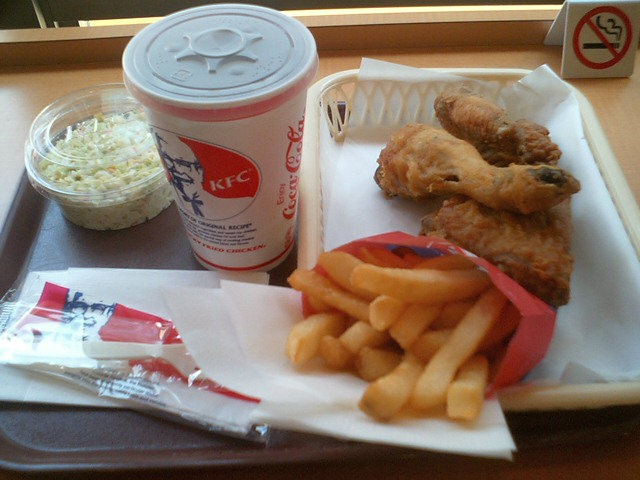
En KFC-meny.

Kentucky Fried Chicken, KFC, är en snabbmatsrestaurangkedja i USA och många andra länder, som framför allt säljer friterad kyckling. Mannen som finns avbildad i KFC:s logotyp är företagets grundare Harland Sanders. Huvudkontoret ligger i USA och har smeknamnet "Vita Huset", på grund av att det liknar Vita Huset i Washington.

## Historia
Den första KFC-restaurangen öppnades 1930 av Harland Sanders ("Colonel Sanders") i ett litet tankställe i Corbin i Kentucky. KFC står för Kentucky Fried Chicken men mellan 1991 och 2006 valde företaget att enbart använda sig av förkortningen KFC på grund av tvister med den amerikanska delstaten Kentucky.

## KFC i världen

I de länder som är röda på kartan hade KFC verksamhet i mars 2022.

KFC har restauranger i 147 länder och regioner. Idag finns KFC-restauranger i så gott som alla europeiska länder, exempelvis 191 stycken i Tyskland, men Norge utgör ännu ett undantag som fortfarande helt saknar KFC-restauranger.

### KFC i Sverige
Det första restaurangen i Sverige öppnades på Sveavägen i Stockholm 1981 men det stängdes efter en kortare tid på grund av hygienkraven inte uppfylldes. I februari 2014 aviserade Nordic Service Partners att man planerade en nylansering av KFC på franchisebasis i Sverige och den första nya restaurangen öppnades 27 november 2015 i Lockarp i Malmö. År 2023 fanns det 16 restauranger i landet.